# Лесной жаворонок
Лесной жаворонок, или юла (лат. Lullula arborea), — вид воробьиных птиц из семейства жаворонковых (Alaudidae), единственный в одноимённом роде (Lullula).

## Описание

Лесной жаворонок в полёте. В мае около половины песен лесной жаворонок исполняет в полете. Взлетает юла почти вертикально, чаще с верхушки дерева. Далее птица облетает гнездовой участок по кругу или по спирали. Полет жаворонка свободен с медленными взмахами крыльев. Заканчивая облет, жаворонок отвесно падает к земле и садится на прежнюю или соседнюю верхушку дерева или на землю

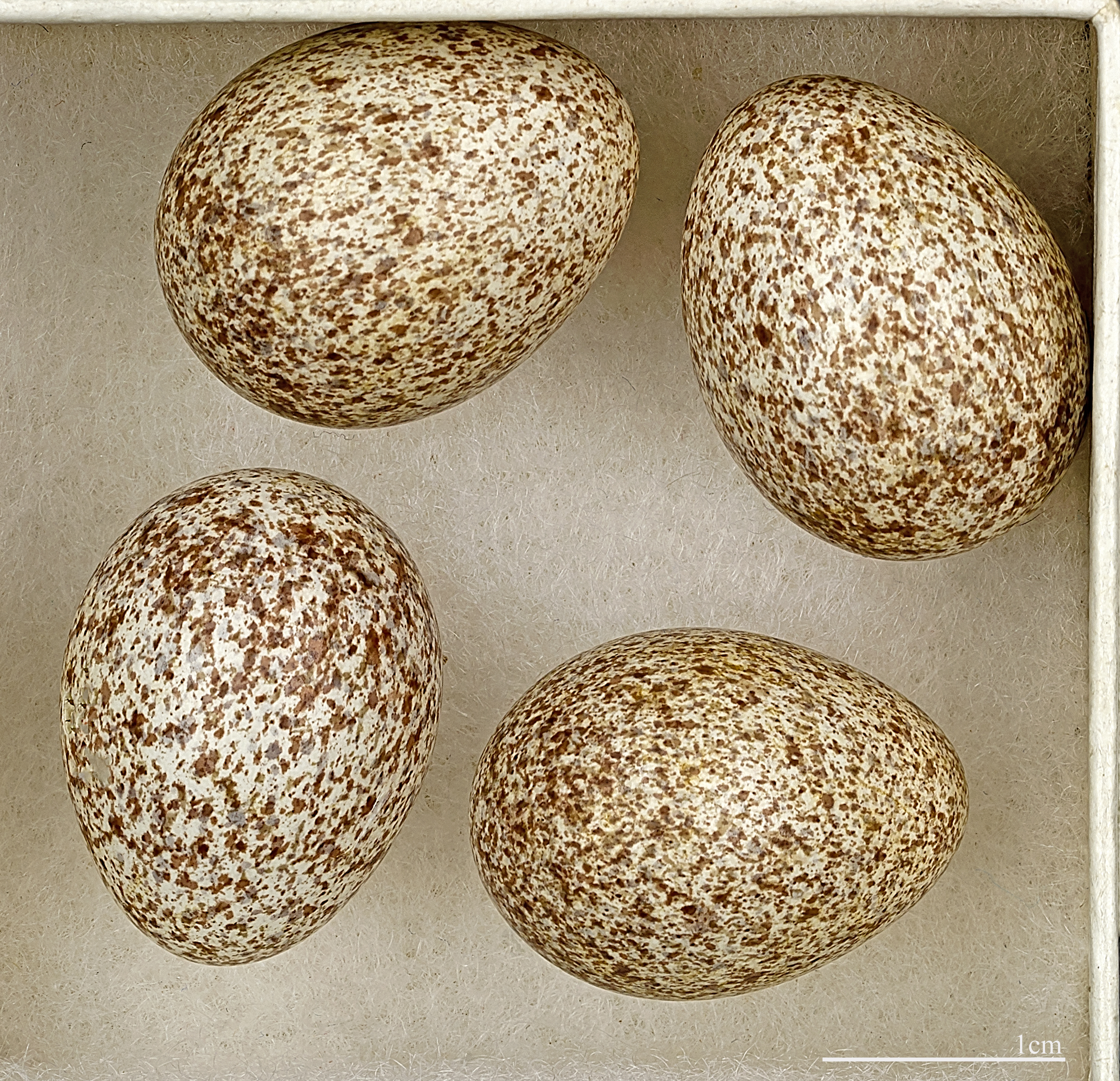
Lullula arborea

Небольшая птица бурого цвета с тёмными продольными пестринами, низ, бровь и полоски по бокам хвоста охристо-белые, грудь однотонная с бурыми пятнами по бокам. На голове небольшой хохолок. Часто садится на деревья, что нетипично для большинства жаворонков. Имеет длину  от 13,5 до 15 см.
Голос — звонкая трель «тюю-люлю» или «люлюлю», часто поёт в воздухе, летая кругами. Название «юла» происходит от его песни «юли-юли-юли» или «юль-юль-юль».

## Питание
Питается насекомыми, такими как жуки, мухи, мотыльки, а также семенами.

## Размножение
Гнездо обычно делают из травы, папоротника, корней и мха и строят в углублении на земле. Гнездится на земле, в ямке под полынью или злаками. Гнездование начинается рано, иногда первые яйца откладываются до конца марта. В кладке 4—5 белых или розовато-бурых яиц с бурыми пятнами. Самка высиживает яйца в течение 13-15 дней. В период размножения самка насиживает яйца в течение 45 минут, затем идёт смена на кормление — 8 минут. Оба родителя будут кормить птенцов в гнезде, и птенцы покинут гнездо ещё через 11-13 дней. Семьи остаются вместе на лето и осень. Ежегодно выращивают два, а иногда и три выводка.  

## Распространение
Распространён на территории Северной Африки и Западной Евразии от атлантического побережья к востоку до долины Камы, Саратовского Заволжья, а также на западном побережье Каспийского моря. Встречается в средней полосе европейской части России (на юг до Камышина) и на Кавказе.